# Barry Davis (zapaśnik)
Barry Alan Davis (ur. 17 sierpnia 1961 w Bloomfield w stanie Indiana) – amerykański zapaśnik w stylu wolnym. Wicemistrz olimpijski z Los Angeles 1984 roku, uczestnik igrzysk w Seulu 1988. Medalista mistrzostw świata z 1986 i 1987 i dwunasty w 1983. Mistrz Igrzysk Panamerykańskich z 1983 roku. Trzeci w Pucharze Świata w 1986 roku.
Zawodnik Prairie High School w Cedar Rapids i University of Iowa. Cztery razy All American (1981-1983 i 1985). Pierwszy w NCAA Division I w 1982, 1983 i 1985. Outstanding Wrestler w 1985. Czterokrotne mistrzostwo w Big Ten (1981-82, 1983 i 1985) roku.
Od 1994 roku trener zapaśników na Uniwersytecie Wisconsin.